# Rubinbegyű kolibri
A rubinbegyű kolibri (Selasphorus calliope vagy Stellula calliope) a madarak osztályának sarlósfecske-alakúak (Apodiformes)  rendjébe és a kolibrifélék (Trochilidae) családjába tartozó faj.

## Rendszerezése
A fajt John Gould angol ornitológus írta le 1861-ben, a Trochilus nembe Trochilus (Calothorax) Calliope néven. Besorolása vitatott egyes szervezetek a Stellula nem egyetlen fajaként sorolják be Stellula calliope néven.

## Előfordulása
Kanadában és az Amerikai Egyesült Államok nyugati részén költ. Mexikóig vonul telelni. Természetes élőhelyei a szubtrópusi és trópusi lombhullató erdők, hegyi esőerdők, füves puszták és cserjések, valamint szántóföldek és legelők.

## Megjelenése
Testhossza 7-7,5 centiméter, testtömege 2,3-4 gramm. Fejének teteje és háta világoszöld. A hím torka vörös.

## Életmódja
Főleg nektárral táplálkozik, de megeszi a virágport és rovarokkat is.

## Szaporodása
Fára, vagy bokorra építi csésze alakú fészkét. Fészekalja 2 tojásból áll, melyen 14-16 napig kotlik. 
|  |  |

## Természetvédelmi helyzete
Az elterjedési területe rendkívül nagy, egyedszáma pedig stabil. A Természetvédelmi Világszövetség Vörös listáján nem veszélyeztetett fajként szerepel.

## További információ
- Képek az interneten a fajról
- Internet Bird Collection - videók a fajról
- Xeno-canto.org - a faj hangja és elterjedési területe